# Евангелическое суперинтендентство Аугсбургского исповедания Каринтии и Восточного Тироля
Евангелическое суперинтендентство Аугсбургского исповедания Каринтии и Восточного Тироля (нем. Evangelische Superintendentur A. B. Kärnten und Osttirol), сокращённо Евангелическое суперинтендентство А. И. Каринтии и Восточного Тироля или просто Суперинтендентство — епархия в Евангелической церкви Аугсбургского исповедания в Австрии.
Суперинтендентство возглавляет суперинтендент.

## История
Первым координационным центром Реформации в Каринтии был город Филлах, в частности, приходская церковь Святого Якова (нем.) в 1525—26 гг. Реформация на этой ранней стадии, в конечном счёте, состояла не из дворян, но из самих по себе евангельски настроенных граждан. Несомненно знать, однако, была движущей силой распространения доктрин Реформации в Каринтии. Подавляющая часть дворянства Каринтии во второй половине 16-го века были протестантами и способствовали, соответственно, распространению идей протестантизма путём проповедования (при помощи проповедников), либо путём выделения финансирования для печатания книг. Ещё одним способствующим фактором стала в то время церковная раздробленность Каринтии. Земля духовно принадлежала пяти различных епархиям: Аквилеи, Гурка, Зальцбурга, Лаванта и Лайбаха, что было благоприятно для Реформации и не препятствовало единому и решительному её распространению в Каринтии.
Евангельским центром в земле, после разрушительного пожара, стал Клагенфурт. Реконструкция города показала репрезентацию и мощь преимущественно протестантского сословия, сильно повлиявшего на распространение Реформации в Каринтии. Клагенфурт был не только центром власти сословий, но, в частности, и силовым центром протестантских поместий. Даже и сегодня свидетельствуют некоторые известные здания в столице земли той эры: загородный дом, который был построен в качестве политического центра (и сохраняет, по крайней мере символически, свой статус по-прежнему) или собор святых Петра и Павла, который, после ввода в эксплуатацию, в 1570-годы стал центральной церковью для всех протестантов в Каринтии.
Тяжёлые испытания выпали для протестантов во времена Контрреформации. Закончилось время тайного протестантизма в Каринтии благодаря закону о веротерпимости — Толерантному патенту 1781 года (нем.), приведшему к появлению летом 1782 года первых общин толерантности на территории настоящего суперинтендентства: Вачиг, Вайсбриах-Вайсензе, Цлан-Штоккенбой, Требезинг-Радль, Пух и Фрезах-Арриах. В январе 1783 года к ним присоединились ещё две общины: Фельд-ам-Зе и Тресдорф. В том же году возникли также Гнезау, Блайберг-Кройт и Санкт-Рупрехт (-бай-Филлах). В 1784 — Фефферниц и Нёринг-Айзентраттен. Эгген-ам-Крайгерберг в начале 1784 года была небольшой общиной и (в основном из-за недостаточного количества членов: согласно патенту либо 100 семей, либо 500 человек) не могла быть независимой, став филиалом приходской общины Гнезау. Сразу же после опубликования этого патента более половины всех протестантских общин Австрии были основаны в Каринтии (13 из 25). В 1795 году в Австрии уже насчитывался 31 толерантный церковный приход, 16 из них — в Каринтии.
Количество отступников, перешедших в протестантскую веру, было много. Их число в Каринтии только за период с октября 1781 года по 13 июня 1782 года достигло 13.120 человек или 4,6 % населения от её населения. Число протестантов выросло до 17.771 в 1805 году, и, наконец, упало до 16.707 — в 1847-м.
После 1848 г. протестантские приходы были наделены правом для регистрации рождений. Император Франц Иосиф I 8 апреля 1861 г. издал «Протестантский патент» (нем. Protestantenpatent). По этому закону, в первую очередь, протестантская церковь получила относительное юридическое равенство. В дополнение к Толерантному патенту 1781 года (нем.) и Федеральному закону о правовом положении Евангелической церкви 1961 года (нем.), Протестантский патент (нем.) был самым важным документом, который до настоящего времени регулирует отношения между государством и протестантскими церквями в Австрии.
Евангелическое суперинтендентство A. И. Каринтии и Восточного Тироля было создано в 1947 году при разделении суперинтендентства Вены. Первым суперинтендентом стал в 1947 году Фриц Цербст  (нем.). Цербст впоследствии стал профессором практического богословия в университете Вены. Его преемником на посту суперинтендента в 1956 году стал Герхард Главишниг  (нем.). В настоящее время епархией руководит Манфред Зауэр  (нем.), который является шестым суперинтендентом Каринтии и Восточного Тироля. Он занимает эту должность с 2002 года.

## Организационная структура
Евангелическое суперинтендентство A. И. Каринтии и Восточного Тироля полностью расположено в федеральной земле Каринтия, дополнительно включая:
- регион-эксклав Восточный Тироль (нем. Osttirol) федеральной земли Тироль.

Центр епархии расположен в городе Филлах:
- 9500 Филлах, Италинер-Штрасе, 38 (нем. Italiener Straße 38, 9500 Villach, Österreich, Superintendentur A.B. Kärnten und Osttirol).

Евангелический епархиальный музей  (нем.) располагается в общине Фрезах.
По данным на 31 декабря 2015 года в Суперинтендентстве располагаются 33 церковных прихода и семь дочерних церквей с 49 702 членами, включая 155 прихожан «Гельветского исповедания». Церковный приход Лиенц по административно-территориальному делению Австрии относится к федеральной земле Тироль.
⇑
| Политический округ | Политические общины с лютеранскими церковными приходами (дочерние церкви)                                                     | Всего приходов | Всего дочерних церквей | Всего приходов с дочерними церквями | Приме- чания |
| --- | --- | -------------- | ---------------------- | ----------------------------------- | ------------ |
| Вольфсберг | Вольфсберг | 1              | -                      | 1                                   |              |
| Клагенфурт (Штадт) | Клагенфурт-Йоханнескирхе • Клагенфурт-Кристускирхе                                                                            | 2              | —                      | 2                                   |              |
| Клагенфурт-Ланд | Пёрчах-ам-Вёртерзе | 1              | —                      | 1                                   |              |
| Лиенц | Лиенц (Осттироль) | 1              | —                      | 1                                   | a)           |
| Санкт-Файт-ан-дер-Глан | Альтхофен • Санкт-Файт-ан-дер-Глан (Эгген-ам-Крайгерберг)                                                                     | 2              | 1                      | 3                                   |              |
| Фельдкирхен | Вайерн • Гнезау (Зирниц) • Чёран                                                                                              | 3              | 1                      | 4                                   |              |
| Фёлькермаркт | Фёлькермаркт | 1              | —                      | 1                                   |              |
| Филлах (Штадт) | Санкт-Рупрехт-бай-Филлах (Айнёде) • Филлах • Филлах-Норд                                                                      | 3              | 1                      | 4                                   |              |
| Филлах-Ланд | Агоричах-Арнольдштайн • Арриах • Бад-Блайберг • Фельд-ам-Зе Фельден-ам-Вёртер-Зе • Ферндорф • Фефферниц • Фрезах (Пух) • Цлан | 9              | 1                      | 10                                  |              |
| Хермагор | Гичталь: Вайсбриах (Техендорф) • Хермагор-Вачиг (Вачиг) • Тресдорф (Раттендорф)                                               | 3              | 3                      | 6                                   | b)           |
| Шпитталь-ан-дер-Драу | Айзентраттен • Видвег-Бад-Клайнкирххайм • Дорнбах • Радентайн • Требезинг Унтерхаус-Милльштеттер-Зе • Шпитталь-ан-дер-Драу    | 7              | —                      | 7                                   | c)           |
| Примечания. | |                |                        |                                     |              |
| a) Церковный приход Лиенц (Осттироль) (политический округ Лиенц) расположен в федеральной земле Тироль. b) С учётом дочерней церкви Вайсензе церковного прихода Вайсбриах (политическая община Гичталь политического округа Хермагор), расположенной в административном центре этой общины Техендорфе в политическом округе Шпитталь-ан-дер-Драу. c) Без учёта дочерней церкви Вайсензе церковного прихода Вайсбриах (политическая община Гичталь политического округа Хермагор), расположенной в административном центре этой общины Техендорфе в политическом округе Шпитталь-ан-дер-Драу. | |                |                        |                                     |              |

Кроме того, в Клагенфурте (Каринтия), есть ещё школьная церковная община:
- Клагенфуртская протестантская высшая школьная община (нем. Klagenfurt Evang. Hochschulgemeinde: Martin Luther-Platz 1, 9020 Klagenfurt am Wörthersee).[15]

⇑
Суперинтендентство с 1 января 2002 года возглавляет суперинтендент магистр Манфред Зауэр  (нем.).
Он путём личных визитаций наблюдает за церковной жизнью суперинтендентства и представляет отчёт о результатах своих наблюдений в Синод. Суперинтендент имеет право собственной властью останавливать найденные им беспорядки в церковном управлении. Он председательствует в местном синоде и в комитете местного синода, руководит приходскими выборами, имеет исключительное право на совершение некоторых священнодействий (освящения церквей, ординации и т. п.). Должность суперинтендента соединяется с одною из духовных или пасторских должностей суперинтендентства.
| Имя                      | Срок пребывания |
| ------------------------ | --------------- |
| Фриц Цербст (нем.)       | 1947—1956       |
| Герхард Главишниг (нем.) | 1956—1968       |
| Пауль Пеллар (нем.)      | 1968—1988       |
| Хервиг Штурм (нем.)      | 1988—1996       |
| Йоахим Ратке (нем.)      | 1996—2001       |
| Манфред Зауэр (нем.)     | 2002-           |

⇑

## Приходы
Список всех церковных приходов и дочерних церквей Евангелического суперинтендентства А. И. Каринтии и Восточного Тироля можно посмотреть здесь.
| Приход (Pfarrgemeinde)                                                                                      | Дата образования (Gründungsjahr)               | Церкви, проповеднические станции и агентства (Kirchen, Predigtstationen und -stellen) | Изображение (Bild)                            |
| --- | ---------------------------------------------- | --- | --------------------------------------------- |
| Агоричах-Арнольдштайн (Agoritschach-Arnoldstein)                                                            | 1969 (с 1798 дочерняя церковь)                 | Воскресенская церковь (Арнольдштайн) (Auferstehungskirche in Arnoldstein) | Воскресенская церковь (Арнольдштайн)          |
| Агоричах-Арнольдштайн (Agoritschach-Arnoldstein)                                                            | 1969 (с 1798 дочерняя церковь)                 | Евангелическая церковь (Агоричах) (Evangelische Kirche Agoritschach) | Евангелическая церковь (Агоричах)             |
| Айзентраттен (Eisentratten)                                                                                 | 1784                                           | Протестантская церковь (Айзентраттен) (Evangelische Pfarrkirche Eisentratten) | Протестантская церковь (Айзентраттен)         |
| Альтхофен (Althofen (A.u.H.B.))                                                                             | 1957 (16 век, с 1901 проповедническая станция) | Церковь Христа (Альтхофен) (Christuskirche Althofen) → Лесная часовня (Вайтенсфельд) (Waldkapelle Weitensfeld) Кирха Мартина Лютера (Фризах) (Martin-Luther-Kirche Friesach) Культзал (Хюттенберг) (Kultursaal der Marktgemeinde Hüttenberg (Kärnten)) | Церковь Христа (Альтхофен)                    |
| Арриах (Arriach)                                                                                            | 1782                                           | Церковь четырёх евангелистов (Арриах) (Vier-Evangelisten-Kirche (Arriach)) | Церковь четырёх евангелистов (Арриах)         |
| Бад-Блайберг (Bad Bleiberg)                                                                                 | 1783                                           | Протестантская церковь (Блайберг-Кройт) (Evangelische Kirche in Bleiberg-Kreuth) | Протестантская церковь (Блайберг-Кройт)       |
| Вайерн (Waiern)                                                                                             | 1851                                           | Протестантская приходская церковь (Вайерн) (Trinitatiskirche in Waiern) | Протестантская приходская церковь (Вайерн)    |
| Вайсбриах (Weißbriach) Дочерняя церковь: Вайсензе (Weißensee)                                               | 1782                                           | Протестантская приходская церковь (Вайсбриах) (Evangelische Pfarrkirche in Weißbriach) | Протестантская приходская церковь (Вайсбриах) |
| Вайсбриах (Weißbriach) Дочерняя церковь: Вайсензе (Weißensee)                                               | 1782                                           | Протестантская приходская церковь Вайсензе-Техендорф (Evangelische Kirche in Weißensee-Techendorf) | Протестантская приходская церковь (Техендорф) |
| Видвег-Бад-Клайнкирххайм (Wiedweg-Bad Kleinkirchheim)                                                       | 1951                                           | Евангелическая церковь (Видвег) (Evangelische Kirche Wiedweg) | Церковь Густава Адольфа (Фойтсберг)           |
| Видвег-Бад-Клайнкирххайм (Wiedweg-Bad Kleinkirchheim)                                                       | 1951                                           | Евангелическая церковь (Бад-Клайнкирххайм) (Evangelische Kirche Bad Kleinkirchheim) | Евангелическая церковь (Бад-Клайнкирххайм)    |
| Вольфсберг (Wolfsberg)                                                                                      | 1934                                           | Протестантская церковь (Вольфсберг) (Evangelische Kirche in Wolfsberg) | Протестантская церковь (Вольфсберг)           |
| Гнезау (Gnesau) Дочерняя церковь: Зирниц (Sirnitz)                                                          | 1783                                           | Протестантская церковь (Гнезау) (Evangelische Kirche in Gnesau) → Протестантская церковь (Зирниц) (Evangelische Kirche in Sirnitz) | Протестантская церковь (Гнезау)               |
| Дорнбах (Dornbach)                                                                                          | 1790                                           | Евангелическая церковь Фишертраттен (Дорнбах) (Evangelische Kirche Dornbach-Fischertratten) → Протестантская церковь (Гмюнд) (Evangelische Kirche in Gmünd)                                                                                            | Евангелическая церковь Фишертраттен           |
| Клагенфурт-Йоханнескирхе (Klagenfurt (Johanneskirche))                                                      | 1864                                           | Церковь Святого Иоанна (Клагенфурт) (Johanneskirche in Klagenfurt) → Молитвенный дом (Ферлах) (Bethaus in Ferlach) | Церковь Христа (Клагенфурт)                   |
| Клагенфурт-Кристускирхе (Klagenfurt-Ost (Christuskirche))                                                   | 1967                                           | Церковь Христа (Клагенфурт) (Christuskirche in Klagenfurt) | Церковь Христа (Клагенфурт)                   |
| Лиенц (Осттироль) (Lienz (Osttirol))                                                                        | 1957 (с 1954 дочерняя церковь)                 | Кирха Мартина Лютера (Лиенц) (Martin-Luther-Kirche in Lienz) | Кирха Мартина Лютера (Лиенц)                  |
| Пёрчах-ам-Вёртерзе (Pörtschach am Wörthersee)                                                               | 1954 (с 1952 дочерняя церковь)                 | Спасская церковь (Пёрчах) (Heilandskirche in Pörtschach) → Кирха Мартина Лютера (Крумпендорф) (Martin-Luther-Kirche Krumpendorf (dzt. kein Gottesdienst)) Протестантский общинный дом (Мосбург) (Evang. Gemeindehaus Moosburg)                         | Спасская церковь (Пёрчах)                     |
| Радентайн (Radenthein)                                                                                      | 1954                                           | Церковь Святого Иоанна (Радентайн) (Johanneskirche in Radenthein) | Церковь Святого Иоанна (Радентайн)            |
| Санкт-Рупрехт-бай-Филлах (St. Ruprecht bei Villach) Дочерняя церковь: Айнёде (Treffen-Einöde)               | 1782                                           | Протестантская церковь (Санкт-Рупрехт) (Evangelische Kirche in St. Ruprecht bei Villach) | Протестантская церковь (Санкт-Рупрехт)        |
| Санкт-Рупрехт-бай-Филлах (St. Ruprecht bei Villach) Дочерняя церковь: Айнёде (Treffen-Einöde)               | 1782                                           | Толерантный молитвенный дом (Треффен) (Toleranzbethaus Treffen-Einöde) | Толерантный молитвенный дом (Треффен)         |
| Санкт-Файт-ан-дер-Глан (St. Veit an der Glan) Дочерняя церковь: Эгген-ам-Крайгерберг (Eggen am Kraigerberg) | 1920 1784                                      | Церковь Христа (Санкт-Файт) (Auferstehungskirche in St. Veit an der Glan) | Церковь Христа (Санкт-Файт)                   |
| Санкт-Файт-ан-дер-Глан (St. Veit an der Glan) Дочерняя церковь: Эгген-ам-Крайгерберг (Eggen am Kraigerberg) | 1920 1784                                      | Евангелическая церковь (Эгген) (Evangelische Kirche Eggen) | Евангелическая церковь (Эгген)                |
| Требезинг (Trebesing)                                                                                       | 1782                                           | Евангелическая церковь (Требезинг) (Evangelische Kirche in Trebesing) | Евангелическая церковь (Требезинг)            |
| Тресдорф (Treßdorf) Дочерняя церковь: Раттендорф (Rattendorf)                                               | 1783                                           | Евангелическая церковь (Тресдорф) (Evangelische Kirche in Treßdorf) Церковь мира (Кёчах-Маутен) (Friedenskirche in Kötschach-Mauthen) → Евангелическая церковь (Раттендорф) (Evangelische Kirche in Rattendorf)                                        | Церковь мира (Кёчах-Маутен)                   |
| Унтерхаус-Милльштеттер-Зе (Unterhaus)                                                                       | 1783                                           | Протестантская церковь (Унтерхаус) (Evangelische Kirche Unterhaus) | Протестантская церковь (Роттенманн)           |
| Фельд-ам-Зе (Feld am See)                                                                                   | 1783                                           | Протестантская церковь (Фельд-ам-Зе) (Evangelische Kirche in Feld am See) | Протестантская церковь (Фельд-ам-Зе)          |
| Фельден-ам-Вёртер-Зе (Velden am Wörther See)                                                                | 1994                                           | Церковь Христа (Фельден) (Christuskirche in Velden) | Церковь Христа (Фельден)                      |
| Ферндорф (Ferndorf)                                                                                         | 1959 (с 1950 дочерняя церковь)                 | Воскресенская церковь (Ферндорф) (Auferstehungskirche in Ferndorf) |                                               |
| Фефферниц (Feffernitz)                                                                                      | 1784                                           | Протестантская церковь (Фефферниц) (Evangelische Kirche Feffernitz) | Протестантская церковь (Фефферниц)            |
| Фёлькермаркт (Völkermarkt)                                                                                  | 1954                                           | Церковь Христа (Фёлькермаркт) (Christuskirche in Völkermarkt) | Церковь Христа (Фёлькермаркт)                 |
| Фёлькермаркт (Völkermarkt)                                                                                  | 1954                                           | Гражданская госпитальная часовня (Блайбург) (Erasmuskapelle in Bleiburg) | Гражданская госпитальная часовня (Блайбург)   |
| Филлах (Villach (Kirche im Stadtpark))                                                                      | 1902                                           | Церковь в городском парке (Филлах) (Kirche im Stadtpark in Villach) | Церковь в городском парке (Филлах)            |
| Филлах-Норд (Villach-Nord)                                                                                  | 1989                                           | Воскресенская церковь (Филлах) (Auferstehungskirche in Villach) | Воскресенская церковь (Филлах)                |
| Фрезах (Fresach) Дочерняя церковь: Пух (Puch)                                                               | 1782                                           | Протестантская церковь (Фрезах) (Evangelische Kirche in Fresach) | Протестантская церковь (Фрезах)               |
| Фрезах (Fresach) Дочерняя церковь: Пух (Puch)                                                               | 1782                                           | Толерантный молитвенный дом в Фрезахе (сейчас епархиальный музей) (Toleranzbethaus in Fresach (heute Diözesanmuseum) | Епархиальный музей (Фрезах)                   |
| Фрезах (Fresach) Дочерняя церковь: Пух (Puch)                                                               | 1782                                           | Протестантская церковь (Пух) (Evangelische Kirche Puch) | Протестантская церковь (Пух)                  |
| Хермагор-Вачиг (Hermagor-Watschig) Дочерняя церковь: Вачиг (Watschig)                                       | 1782                                           | Церковь снежных роз (Хермагор-Прессеггер-Зе) (Schneerosenkirche in Hermagor) | Церковь снежных роз (Хермагор-Прессеггер-Зе)  |
| Хермагор-Вачиг (Hermagor-Watschig) Дочерняя церковь: Вачиг (Watschig)                                       | 1782                                           | Толерантный молитвенный дом (Вачиг) (Toleranzbethaus in Watschig) | Толерантный молитвенный дом (Вачиг)           |
| Цлан (Zlan)                                                                                                 | 1782                                           | Протестантская церковь (Цлан) (Evangelische Kirche in Zlan) | Протестантская церковь (Цлан)                 |
| Чёран (Tschöran)                                                                                            | 1958 (с 1783 дочерняя церковь)                 | Протестантская церковь (Чёран) (Evangelische Kirche Tschöran) | Протестантская церковь (Чёран)                |
| Шпитталь-ан-дер-Драу (Spittal an der Drau)                                                                  | 1921                                           | Церковь Мартина Лютера (Шпитталь) (Martin-Luther-Kirche in Spittal an der Drau) → Евангелическая церковь Доброго Пастыря (Оберфеллах) (Evangelische Kirche zum Guten Hirten in Obervellach)                                                            | Церковь Мартина Лютера (Шпитталь)             |

⇑

## Статистика
| Показатели                      | 2014-12-31 | 2015-12-31 | 2016-12-31 | 2017-12-31 | 2018-12-31 | 2019-12-31 | 2020-12-31 | 2021-12-31 |
| ------------------------------- | ---------- | ---------- | ---------- | ---------- | ---------- | ---------- | ---------- | ---------- |
| Общие сведения                  |            |            |            |            |            |            |            |            |
| Церковные приходы               | 33         | 33         |            |            |            |            |            |            |
| Дочерние церкви                 | 7          | 7          |            |            |            |            |            |            |
| Проповеднические станции        | —          | —          |            |            |            |            |            |            |
| Проповеднические пункты         | —          | —          |            |            |            |            |            |            |
| Паства (прихожане)              |            |            |            |            |            |            |            |            |
| Всего прихожан                  | 50 355     | 49 702     |            |            |            |            |            |            |
| в том числе:                    |            |            |            |            |            |            |            |            |
| Аугсбургского исповедания       | 50 205     | 49 555     |            |            |            |            |            |            |
| Гельветского исповедания        | 150        | 147        |            |            |            |            |            |            |
| Таинства и обряды               |            |            |            |            |            |            |            |            |
| Снятие крещения (раскрещивание) | 640        | 625        |            |            |            |            |            |            |
| Принятые в церковь              | 144        | 124        |            |            |            |            |            |            |
| Крещение                        | 529        | 522        |            |            |            |            |            |            |
| Похороны                        | 562        | 652        |            |            |            |            |            |            |
| Миропомазание (конфирмация)     | 448        | 471        |            |            |            |            |            |            |

⇑
| Приходы                   | Паства (прихожане) | Паства (прихожане)        | Паства (прихожане)       | Таинства и обряды      | Таинства и обряды               | Таинства и обряды | Таинства и обряды | Таинства и обряды           |
| Приходы                   | Всего              | в том числе:              | в том числе:             | Таинства и обряды      | Таинства и обряды               | Таинства и обряды | Таинства и обряды | Таинства и обряды           |
| Приходы                   | Всего              | Аугсбургского исповедания | Гельветского исповедания | Принятие в лоно церкви | Снятие крещения (раскрещивание) | Крещение          | Похороны          | Миропомазание (конфирмация) |
| Агоричах-Арнольдштайн     | 820                | 816                       | 4                        | 3                      | 6                               | 10                | 5                 | 12                          |
| Айзентраттен              | 652                | 652                       | 0                        | 1                      | 2                               | 4                 | 10                | 8                           |
| Альтхофен                 | 633                | 619                       | 14                       | 1                      | 13                              | 3                 | 8                 | 0                           |
| Арриах                    | 866                | 866                       | 0                        | 0                      | 10                              | 13                | 5                 | 11                          |
| Бад-Блайберг              | 611                | 610                       | 1                        | 3                      | 4                               | 15                | 10                | 8                           |
| Вайерн                    | 2326               | 2322                      | 4                        | 7                      | 14                              | 24                | 30                | 32                          |
| Вайсбриах                 | 1272               | 1270                      | 2                        | 1                      | 0                               | 14                | 16                | 10                          |
| Видвег-Бад-Клайнкирххайм  | 735                | 733                       | 2                        | 2                      | 6                               | 5                 | 11                | 4                           |
| Вольфсберг                | 616                | 608                       | 8                        | 1                      | 15                              | 3                 | 14                | 6                           |
| Гнезау                    | 743                | 743                       | 0                        | 3                      | 4                               | 8                 | 11                | 2                           |
| Дорнбах                   | 1015               | 1014                      | 1                        | 0                      | 17                              | 18                | 15                | 15                          |
| Клагенфурт-Йоханнескирхе  | 4338               | 4319                      | 19                       | 13                     | 51                              | 39                | 59                | 50                          |
| Клагенфурт-Кристускирхе   | 2353               | 2340                      | 13                       | 5                      | 44                              | 13                | 22                | 14                          |
| Лиенц (Осттироль)         | 953                | 952                       | 1                        | 3                      | 12                              | 4                 | 17                | 9                           |
| Пёрчах-ам-Вёртерзе        | 940                | 935                       | 5                        | —                      | —                               | —                 | —                 | 10                          |
| Радентайн                 | 1141               | 1140                      | 1                        | 0                      | 18                              | 5                 | 11                | 9                           |
| Санкт-Рупрехт-бай-Филлах  | 3316               | 3313                      | 3                        | 22                     | 34                              | 64                | 47                | 30                          |
| Санкт-Файт-ан-дер-Глан    | 1542               | 1532                      | 10                       | 3                      | 23                              | 17                | 22                | 29                          |
| Требезинг                 | 768                | 767                       | 1                        | 0                      | 4                               | 9                 | 8                 | 3                           |
| Тресдорф                  | 1431               | 1429                      | 2                        | 0                      | 0                               | 25                | 15                | 18                          |
| Унтерхаус-Милльштеттер-Зе | 1753               | 1748                      | 5                        | 5                      | 14                              | 14                | 30                | 20                          |
| Фельд-ам-Зе               | 2055               | 2053                      | 2                        | 4                      | 7                               | 26                | 29                | 12                          |
| Фельден-ам-Вёртер-Зе      | 1170               | 1165                      | 5                        | 0                      | 20                              | 5                 | 9                 | 3                           |
| Ферндорф                  | 721                | 721                       | 0                        | 1                      | 6                               | 7                 | 10                | 6                           |
| Фефферниц                 | 1989               | 1984                      | 5                        | 2                      | 34                              | 24                | 27                | 28                          |
| Фёлькермаркт              | 742                | 740                       | 2                        | 2                      | 3                               | 5                 | 13                | 4                           |
| Филлах                    | 4520               | 4506                      | 14                       | 16                     | 101                             | 42                | 53                | 41                          |
| Филлах-Норд               | 1461               | 1461                      | 0                        | 4                      | 38                              | 9                 | 17                | 15                          |
| Фрезах                    | 1671               | 1671                      | 0                        | 5                      | 34                              | 12                | 15                | 15                          |
| Хермагор-Вачиг            | 1338               | 1331                      | 7                        | 4                      | 5                               | 13                | 26                | 9                           |
| Цлан                      | 1101               | 1101                      | 0                        | 1                      | 4                               | 12                | 7                 | 6                           |
| Чёран                     | 1213               | 1211                      | 2                        | 6                      | 7                               | 13                | 22                | 11                          |
| Шпитталь-ан-дер-Драу      | 2897               | 2883                      | 14                       | 5                      | 53                              | 32                | 47                | 21                          |

⇑

## Комментарии
1. ↑  Общая площадь евангелического суперинтендентства Аугсбургского исповедания Каринтии и Восточного Тироля составляет 1.155.730,44 га, в том числе:
  - федеральная земля Каринтия, площадью 953.800,80 га;
  - регион-эксклав Восточный Тироль, площадью 201.929,64 га, расположенный в федеральной земле Тироль.